# Willi Stöhr
Willi Stöhr, född 6 november 1903 i Elberfeld, död efter 1994 i Kanada, var en tysk nazistisk politiker. Han var Gauleiter i Gau Westmark med Saarbrücken som tjänstesäte. Hans företrädare Josef Bürckel avled i slutet av september 1944 och Stöhr blev då verkställande Gauleiter, innan han i januari påföljande år utnämndes till ordinarie Gauleiter.